# Tonka (entreprise)
Tonka est une société américaine de jouets notamment connue pour ses reproductions miniatures de camions et d'engins de chantier.

## Historique

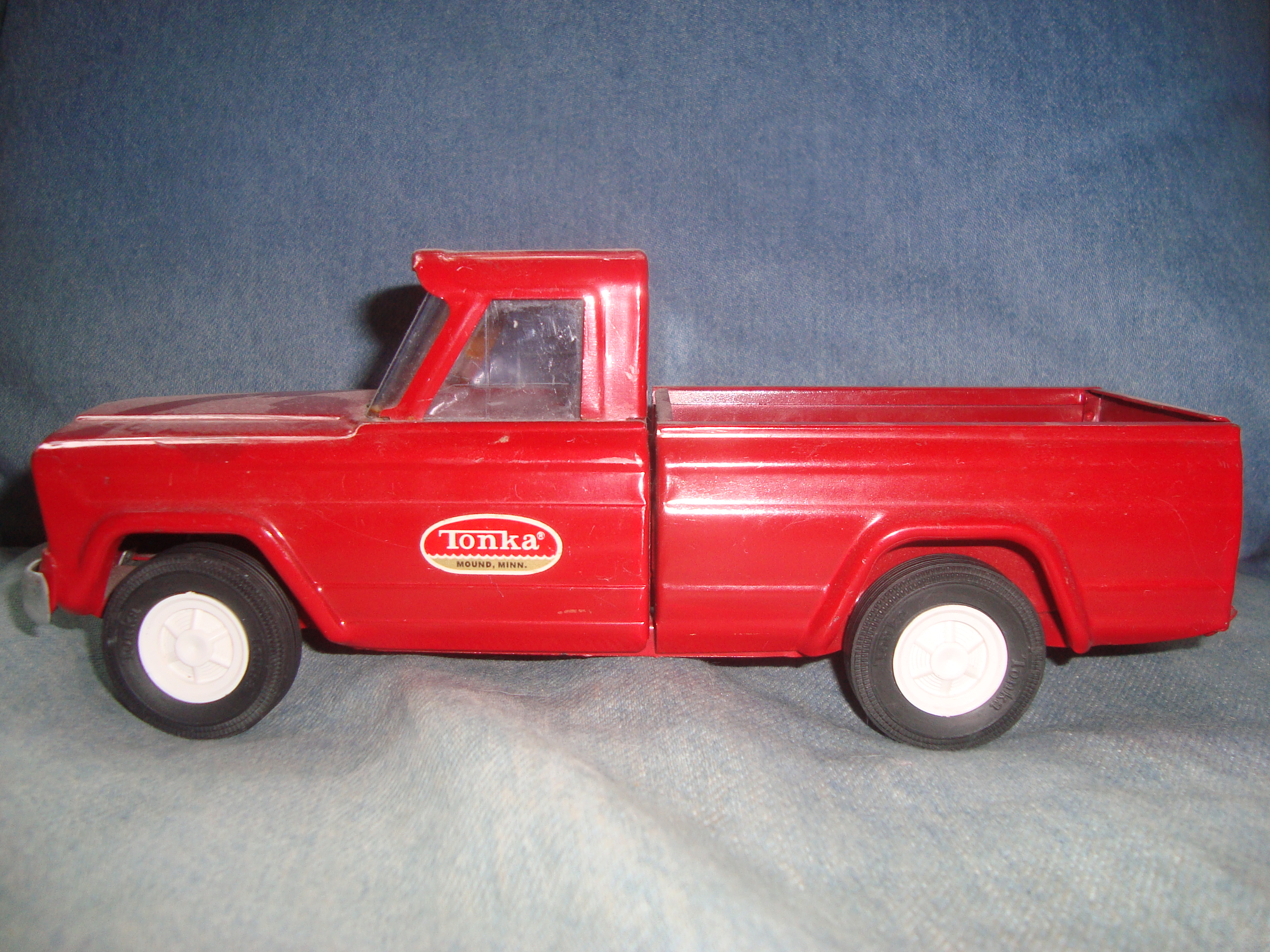
Un exemple de camionnette rouge produite par la société durant les années 1960.

En 1987, Tonka achète la division jeu de General Mills qui comprend Kenner et Parker Brothers pour 581 millions de dollars à la suite d'une OPA lancée par la société New World Entertainment.
Le 1er février 1991, Hasbro annonce acheter Tonka pour près de 500 millions de dollars,. Tonka était en difficulté financière depuis l'achat de Kenner Products en 1987 pour 555 millions de dollars qui lui avait apporté les marques de Parker Brothers, dont le Monopoly, mais avec aussi des licences dont la série SOS Fantômes, le film Batman ou la série Charlotte aux fraises.